# Atlantis Is Calling (S. O. S. for Love)
Atlantis Is Calling (S. O. S. for Love) ist ein Lied von Modern Talking aus dem Jahr 1986, das von Dieter Bohlen geschrieben und produziert wurde. Es erschien auf ihrem Album Ready for Romance.

## Geschichte
In der Handlung des Liedes möchte der Protagonist sich von seiner Geliebten trennen, weiß jedoch nicht, wie er es handhabt.
Die Veröffentlichung fand am 28. April 1986 statt, in Deutschland war es der letzte Nummer-eins-Hit von Modern Talking. Zudem war die Single auch in Israel und der Türkei auf Platz eins. 1986 gewann Modern Talking den Goldenen Löwen von Radio Luxemburg mit dem Song.
1998 veröffentlichten Modern Talking einen Remix des Titels auf ihrem Album Back for Good.

## Musikvideo
In der Handlung des Videos bieten Modern Talking den Song in einem Filmstudio mit einer Kulisse von Atlantis dar, dabei sieht man viele surreale Effekte.

## Chartplatzierungen
| ChartsChartplatzierungen     | Höchstplatzierung | Wochen/ Monate |
| ---------------------------- | ----------------- | -------------- |
| Deutschland (GfK)            | 1 (14 Wo.)        | 14 Wo.         |
| Österreich (Ö3)              | 2 (3,5 Mt.)       | 3,5 Mt.        |
| Schweiz (IFPI)               | 3 (10 Wo.)        | 10 Wo.         |
| Vereinigtes Königreich (OCC) | 55 (4 Wo.)        | 4 Wo.          |

| ChartsJahrescharts (1986) | Platzierung |
| ------------------------- | ----------- |
| Deutschland (GfK)         | 11          |
| Österreich (Ö3)           | 18          |

## Auszeichnungen für Musikverkäufe
| Land/Region    | Auszeichnungen für Musikverkäufe (Land/Region, Auszeichnung, Verkäufe) | Verkäufe |
| -------------- | ---------------------------------------------------------------------- | -------- |
| Belgien (BRMA) | Gold                                                                   | 100.000  |
| Insgesamt      | 1× Gold ·                                                              | 100.000  |

## Coverversionen
- 1987: Saragossa Band
- 1992: Nino de Angelo
- 2001: Wildecker Herzbuben